# 高氯酸铈
高氯酸铈(III)（英語：Cerium(III) perchlorate）是铈(III)的高氯酸盐，分子式为Ce(ClO4)3。

## 化学性质
高氯酸铈(III)是一种湿敏物质。
高氯酸铈(III)能与4',5'-二溴苯并-15-冠-5冠醚形成配合物。